# Sharbel Touma
Sharbel Touma, född 25 mars 1979 i Beirut, är en svensk före detta fotbollsspelare med syrianskt  ursprung, mittfältare. Han spelade sist i Syrianska FC i Allsvenskan. Gjorde även två landskamper för Sverige. Touma är släkt med fotbollsspelarna Jimmy Durmaz och David Durmaz. Den 21 december 2016 tog Touma över som tränare för Syrianska FC.

## Biografi
Sharbel Touma kommer ursprungligen från Libanon, men flyttade tidigt till Sverige och började spela fotboll i Motala AIF. Han slog igenom som fotbollsspelare i Allsvenskan med Djurgårdens IF. När klubben åkte ur 1999 flyttade han istället till AIK, där karriären dock stannade upp mycket till följd av problem med skador.
2002 gick han vidare till Halmstads BK och efter en succéartad säsong 2004, då laget var mycket nära att vinna SM-guld,gick han till FC Twente i nederländska ligan. Efter att hans kontrakt gått ut 2007 gick han till Borussia Mönchengladbach i tyska 2. Bundesliga. Han fick begränsat med speltid i klubben och säsongen 2008/2009, då klubben spelade i Bundesliga, gjorde han endast ett inhopp i ligan. Under transferfönstret sommaren 2009 gick han till grekiska Iraklis.
Den 22 mars 2010, mellan omgång 2 och 3 av Allsvenskan 2010, blev det klart att han återvänder till Djurgårdens IF, som han skrivit ett ettårskontrakt med. Under de 28 möjliga allsvenska matcherna under 2010 spelade Touma i 26 av dessa och var starkt bidragande till att Djurgården för första gången på cirka 40 år vann två allsvenska matcher på samma säsong ("dubbeln") mot rivalen AIK. I mitten av november 2010 meddelade Djurgårdens IF att man inte kommit överens om någon förlängning och därmed blev Touma fri att byta klubb. I media nämndes den förra klubben Syrianska FC, allsvensk nykomling 2011, som ett möjligt alternativ men även andra klubbar. I slutet av november 2010 meddelade Syrianska FC att klubben hade skrivit kontrakt med Touma.

### Webbkällor
- Sharbel Touma på Svenska Fotbollförbundets webbplats
- 500 AIK:are - Sharbel Touma
- U21-landskamper 2001
- ”Herrlandslagets spelare 2001”. Svenska Fotbollförbundet. Arkiverad från originalet den 3 april 2012. https://web.archive.org/web/20120403034655/http://svenskfotboll.se/landslag/herrar/tidigare-ar/spelaret-2001/spelare-2001/.
- A-landskamper 2004
- Touma lägger av